# Kevin Rudolf
Kevin Rudolf (Nueva York, 17 de febrero de 1983) es un cantante y músico estadounidense. Rudolf trabaja actualmente para la Cash Money Records/Universal Republic. Nació y se crio en Nueva York, aunque actualmente vive en Miami, Florida. Rudolf debutó con la canción, "Let It Rock" junto a Lil Wayne la cual fue el tema del Royal Rumble 2009 y fue condecorado con un 3 discos de platino en la RIAA el 5 de mayo del 2009. 	
Alcanzó el quinto puesto en el Billboard Hot 100, quinto en el UK Singles Chart, tercero en el Australian Singles Chart y segundo en el Canadian Hot 100. Su segunda canción fue "Welcome to the World" que llegó al puesto 58 en el Billboard Hot 100. En el 2009 el tema "Let It Rock" fue la canción oficial de Royal Rumble (2009). En el 2010 el tema "I Made It" (Cash Money Heroes) fue la canción oficial de WrestleMania XXVI. En el 2010 la canción "You Make The Rain Fall" fue usada por WWE como tema oficial de la tercera temporada de NXT, En el 2012 el tema "Don't Give Up" fue la canción oficial de Summerslam (2012). En 2010 trabajó junto a LMFAO, Pitbull y David Rush en la canción Shooting Star.
Rudolf se encuentra actualmente en el estudio trabajando junto a Lil Wayne, Birdman, Leona Lewis, Allison Iraheta, Adam Lambert, Kris Allen, Forever The Sickest Kids, Rick Ross, Lifehouse, Three 6 Mafia y Jay Sean.
Rudolf se presentó en el Show de Jimmy Kimmel, Dancing with the Stars, Miss USA 2009, y en el All-Star Game de la NBA 2009. En 2009, Rudolf realizó su primer Tour, que se llamó "Let It Rock Tour".
Rudolf participó en una canción junto al artista irlandés Brian McFadden en la canción "Just Say So". También ha participado junto a Hollywood Undead en la canción "Coming Back Down".

## Álbumes
- 2008 In the City
- 2010 To the Sky